# 元町 (橫濱市)

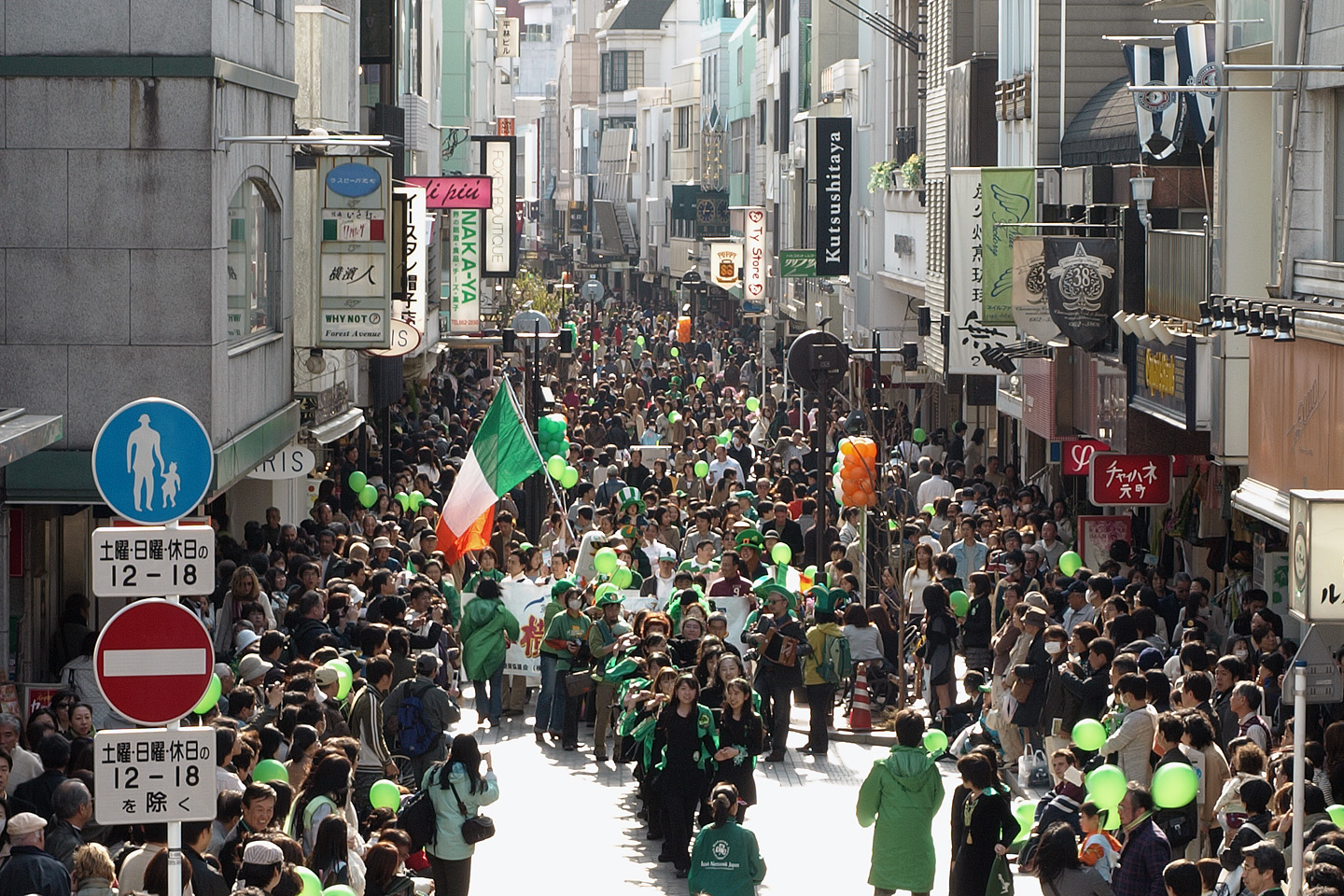

元町（日语：もとまち）是位於日本神奈川縣橫濱市中區的一個地名，居住人口有3,251人（2016年）。這一地區內的元町商店街有超過150年的歷史，是橫濱市具代表性的商業區之一。

## 外部連結
- 横浜市中区役所 （页面存档备份，存于）
- ありし日の横浜元町百段 （页面存档备份，存于）
- 幕末・明治の元町通り （页面存档备份，存于）